# 沟后水库
沟后水库，是青海省海南州共和县恰卜恰镇沟后村恰卜恰河（加拉河）上的一座小（一）型水库。距恰卜恰镇13公里。1993年沟后水库溃坝325人死。2001年重建后，坝址年平均流量0.48立方每秒（17立方英尺每秒），年总来水量9,460,000平方（101,800,000平方英尺）。水库流域面积198平方（76平方英里）。

## 设计和“优良工程”
陕西水利电力土木建筑勘测设计院设计。水库总容量为330万立方米，有效库容280万m3。正常洪水位、设计水位和校核水位均为3278m（高于防浪墙底板1m）。混凝土面板堆（砂砾）石坝。高71m，长264m，底宽214m，顶宽7m。泄洪兼引水隧道最大泄洪量250m3/s。给恰卜恰镇3万居民的供水管道长14km。
1985年4月由青海建设厅主持审查并批准工程初步设计。1985年5月，经国家计委同意，由青海省计委批准立项。建设单位为青海省共和县人民政府。1985年8月铁道部二十局开始施工。1989年9月下闸蓄水，1990年10月竣工，库水位3274.1m，下游河床与坝坡均有渗流逸出，实测14.3L/s。随水库水位下降，渗流自行消失。1991年、1992年来水偏枯，水库水位仅3260.7m、3272.6m，无渗流逸出。1992年9月由青海省建设厅主持通过竣工验收并评为“优良工程”。

## 复建
1998年8月，沟后水库开始复建。2001年10月完工。在垮坝原址利用残留坝体，坝高55m。坝顶高程3265.00m。坝顶长度216.0m。坝顶宽度15.0m。正常蓄水位3261.00m。总库容130万m3。